# Skevroderbroms
Skevroderbroms är en aerodynamisk bieffekt som uppkommer på grund av att ökad lyftkraft även ger ökat luftmotstånd.
Då det nedåtgående skevrodret ökar lyftkraften och det uppåtgående rodret minskar lyftkraften innebär detta att vingen med det nedåtgående rodret bromsas på grund av det  inducerade luftmotståndet. Detta ger flygplanet ett oönskat girmoment, hur mycket beror på en mängd övriga faktorer såsom rodrets hävarm (spännvidd), fenans storlek m.m.
De flesta flygplanstillverkare försöker dock minska skevroderbromsens effekt genom att utforma roderlänkaget så att det nedåtgående rodret inte har lika stort utslag som det uppåtgående, varigenom denna effekt minskas i olika grad.